# Herbitzheim
Pour l’article homonyme, voir Herbitzheim (Gersheim).
Herbitzheim [ɛʁbitsaim] est une commune française située dans la circonscription administrative du Bas-Rhin et, depuis le 1er janvier 2021, dans le territoire de la Collectivité européenne d'Alsace, en région Grand Est.
Naturellement situé sur le plateau lorrain, cette commune se trouve depuis 1793 dans la région historique et culturelle d'Alsace.

## Géographie
La commune se situe dans la région naturelle de l'Alsace Bossue et faisait partie de la ligne Maginot aquatique. Elle est arrosée par la Sarre et par le canal des Houillères de la Sarre.
| Hambach (Moselle)    | Siltzheim   | Wittring (Moselle), Kalhausen (Moselle) |
| Willerwald (Moselle) | Herbitzheim | Oermingen                               |
| Sarralbe (Moselle)   | Keskastel   |                                         |

### Écarts et lieux-dits
- Salzbronn, rue de Saltzbronn, sur la route de Sarralbe.
- Waldhuette, en direction de Kalhausen.

### Hydrographie
La commune est dans le bassin versant du Rhin, au sein du bassin Rhin-Meuse. Elle est drainée par la Sarre, le canal des Houilleres de la Sarre, le ruisseau l'Eichel, le ruisseau le Hoppbach, le ruisseau le Geloechgraben, le ruisseau le Willerlachgraben, le ruisseau le Jembach, le ruisseau le Jimbach, le ruisseau le Kohlbach, le ruisseau le Kralbach et le ruisseau le Siebersbach,.
La Sarre, d'une longueur totale de 129,2 km, est un affluent de la Moselle et donc un sous-affluent du Rhin, qui coule en Lorraine, en Alsace bossue et dans les Länder allemands de la Sarre et de Rhénanie-Palatinat. Les caractéristiques hydrologiques de la Sarre sont données par la station hydrologique située sur la commune de Keskastel. Le débit moyen mensuel est de 8,94 m3/s. Le débit moyen journalier maximum est de 268 m3/s, atteint lors de la crue du 26 mai 1983. Le débit instantané maximal est quant à lui de 298 m3/s, atteint le même jour.
Le canal des houillères de la Sarre, d'une longueur de 65 km, réalisé entre 1861 et 1866, traverse le nord-est de la Lorraine et borde l'Alsace bossue à l'ouest. 
L'Eichel, d'une longueur totale de 32,4 km, prend sa source dans la commune de Petersbach et se jette  dans la Sarre sur la commune, après avoir traversé 16 communes. Les caractéristiques hydrologiques de l'Eichel sont données par la station hydrologique située sur la commune d'Oermingen. Le débit moyen mensuel est de 2,73 m3/s. Le débit moyen journalier maximum est de 86 m3/s, atteint lors de la crue du 12 mai 1970. Le débit instantané maximal est quant à lui de 131 m3/s, atteint le 18 mai 2024.
Le Hoppbach, d'une longueur totale de 10,9 km, prend sa source dans la commune de Ernestviller et se jette  dans la Sarre sur la commune, après avoir traversé cinq communes. 

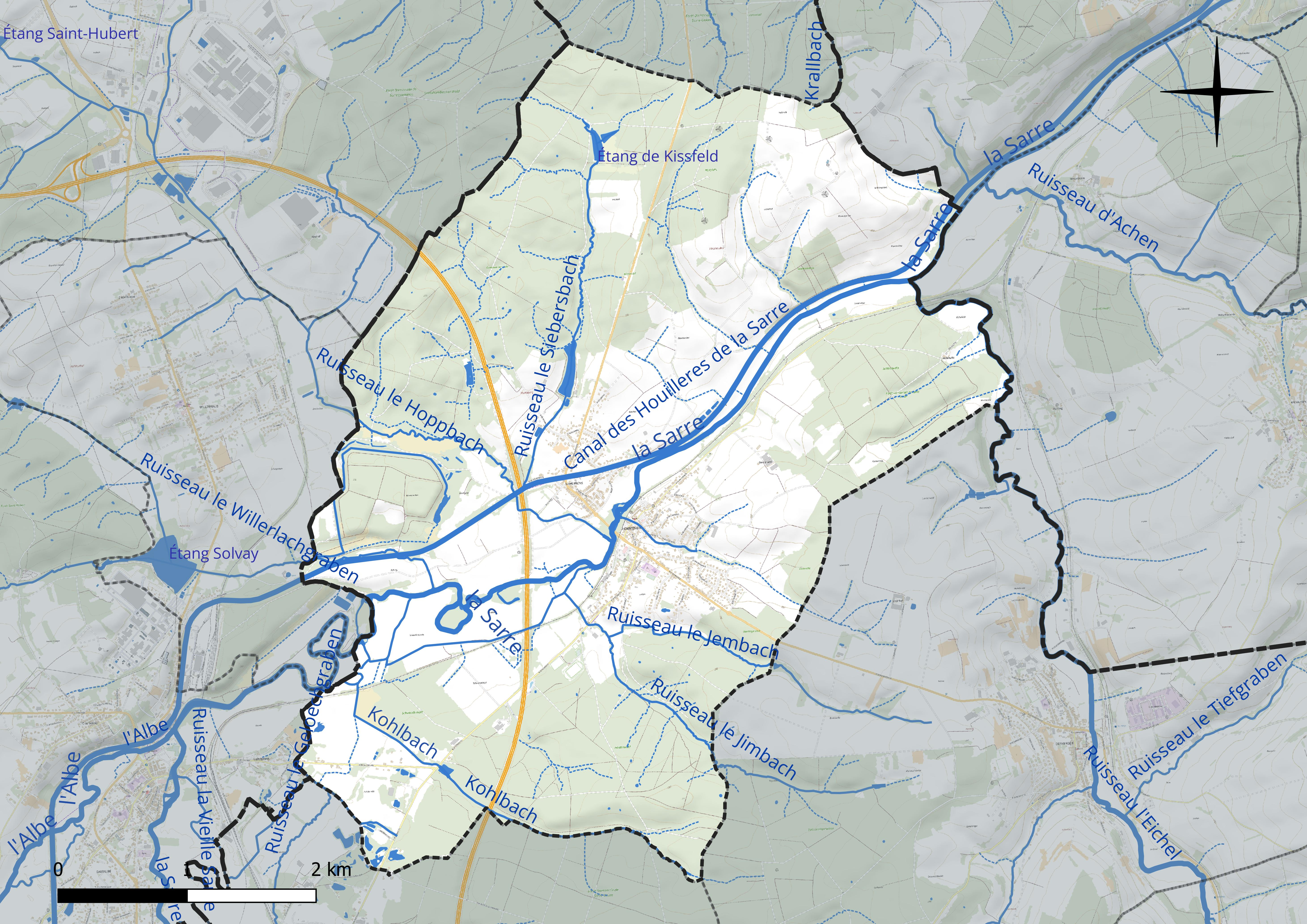
Réseau hydrographique de Herbitzheim.

Un plan d'eau complète le réseau hydrographique : l'étang de Kissfeld (1,6 ha),.

### Climat
Pour des articles plus généraux, voir Climat du Grand Est et Climat du Bas-Rhin.
En 2010, le climat de la commune est de type climat des marges montargnardes, selon une étude du Centre national de la recherche scientifique s'appuyant sur une série de données couvrant la période 1971-2000. En 2020, Météo-France publie une typologie des climats de la France métropolitaine dans laquelle la commune est exposée à un climat semi-continental et est dans la région climatique  Vosges, caractérisée par une pluviométrie très élevée (1 500 à 2 000 mm/an) en toutes saisons et un hiver rude (moins de 1 °C). 
Pour la période 1971-2000, la température annuelle moyenne est de 10 °C, avec une amplitude thermique annuelle de 17,1 °C. Le cumul annuel moyen de précipitations est de 916 mm, avec 11,7 jours de précipitations en janvier et 9,4 jours en juillet. Pour la période 1991-2020, la température moyenne annuelle observée sur la station météorologique de Météo-France la plus proche, « Berg », sur la commune de Berg à 14 km à vol d'oiseau, est de 10,4 °C et le cumul annuel moyen de précipitations est de 801,8 mm. 
La température maximale relevée sur cette station est de 37,4 °C, atteinte le 25 juillet 2019 ; la température minimale est de −16,8 °C, atteinte le 7 février 2012,,. 
Les paramètres climatiques de la commune ont été estimés pour le milieu du siècle (2041-2070) selon différents scénarios d'émission de gaz à effet de serre à partir des nouvelles projections climatiques de référence DRIAS-2020. Ils sont consultables sur un site dédié publié par Météo-France en novembre 2022.

## Urbanisme

### Typologie
Au 1er janvier 2024, Herbitzheim est catégorisée commune rurale à habitat dispersé, selon la nouvelle grille communale de densité à sept niveaux définie par l'Insee en 2022.
Elle est située hors unité urbaine. Par ailleurs la commune fait partie de l'aire d'attraction de Sarreguemines (partie française), dont elle est une commune de la couronne,. Cette aire, qui regroupe 48 communes, est catégorisée dans les aires de 50 000 à moins de 200 000 habitants,.

### Occupation des sols

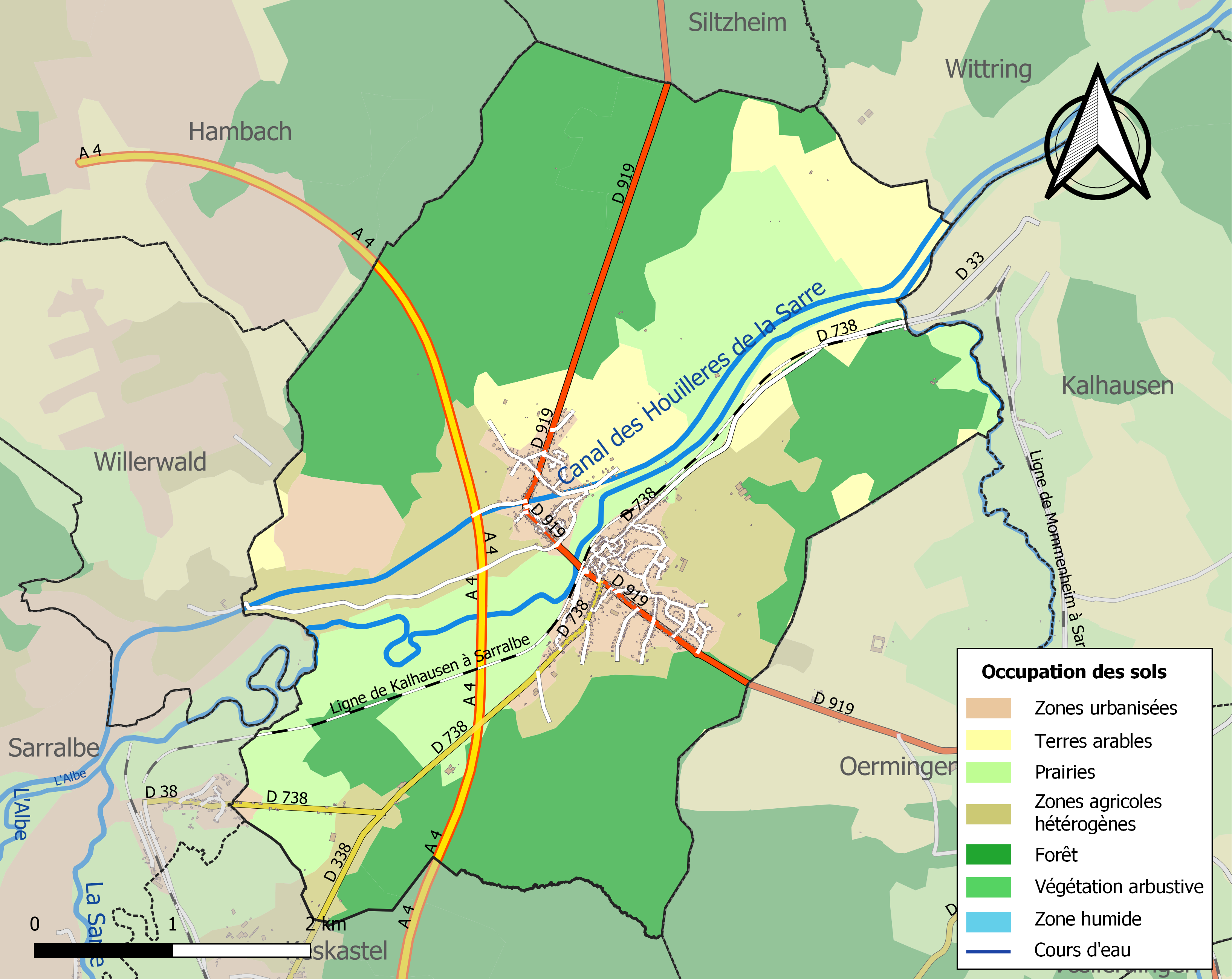
Carte des infrastructures et de l'occupation des sols de la commune en 2018 (CLC).

L'occupation des sols de la commune, telle qu'elle ressort de la base de données européenne d’occupation biophysique des sols Corine Land Cover (CLC), est marquée par l'importance des forêts et milieux semi-naturels (47 % en 2018), en augmentation par rapport à 1990 (46,1 %). La répartition détaillée en 2018 est la suivante : 
forêts (47 %), prairies (20,3 %), zones agricoles hétérogènes (13,4 %), terres arables (10,6 %), zones urbanisées (6,3 %), zones industrielles ou commerciales et réseaux de communication (2,4 %).

## Toponymie
- Herbizheim (1793), Herbisheim (1801)[22].
- Herzum[23] et Herbizhem en francique rhénan.

## Histoire
Herbitzheim de Heribodesheim, « lieu herbeux » d'autres sources parlent de : demeure du chef des armées.
L’histoire du village a longtemps été liée à celle de l’abbaye bénédictine, citée dès 870, dont quelques reliquats subsistent. Deux localités distinctes, Saint-Michel et Sainte-Marie, sont unifiées en 1293 par l’abbesse qui fait construire un pont.
En 1789, la commune appartenait au comté de Sarrewerden, devenant par la suite alsacienne.
Abbaye de Herbitzheim : le fils naturel de Pépin, Charles Martel, favorisa avec d'autres princes la naissance de la célèbre abbaye de Reichenau, fondée en 724 par l'évêque missionnaire Pirmin, et qui obtiendra ses lettres de noblesse sous les Ottoniens. Pirmin fonda plusieurs monastères. En Alsace il y a Murbach (728),  mais aussi Herbitzheim, vers 740, dans l'ancien comté de Sarrewerden. De nombreux domaines dépendent de l'abbaye, Œrmingen, Salzbronn, Keskastel… et le patronage de Remering, Grundviller, Volmunster ainsi que Rahling. Par le traité de Verdun, le couvent et ses biens passe sous la couronne lotharingienne, puis de Louis le Germanique (870), du comte Gérard de Metz (908). Keskastel semble alors être devenu la résidence de l'avoué de la « prévôté d'Herbitzheim » (1055).
L’abbaye de Herbitzheim fut ravagée lors de la Guerre des paysans (1525). Le comte Johann-Ludwig de Nassau Saarbrücken, se débarrassant de la tutelle de l'évêque de Metz, dissout en 1544 l'abbaye des bénédictines de Herbitzheim. Il semble que le pape ait donné son accord à ce que le comte s'attribue ainsi la plus riche institution ecclésiale de l’archiprêtre de Bockenheim. Après la destruction de l’abbaye en 1557, le patronage passe au duc de Lorraine. De son côté, le duc céda au comte de Sarrebruck en 1581 (25 août) la vouerie sur les biens de l’abbaye dissoute : « à perpétuité et héréditairement l’advocatie et le droit de haute justice, en cinq cas appelés communément le grand criminel, à savoir : meurtre, incendie, vol, viol et plaies, comme aussi les droits régaliens et autres droits et revenus à cause de sa seigneurie de Sarralbe sur le monastère de Herbitzheim et dans les villages de Herbitzheim, Keskastel, Saint-Michel, Rémering et Grundviller, ez bans, sujets, maisons, cours, bois, moulins et autres profits, et émoluments dont il jouissait ou qui lui pouvaient compéter ou appartenir ».
Église luthérienne : une grande partie du clocher de l'église protestante est aujourd'hui le seul vestige important restant de l'ancienne abbaye. Ce clocher date de la fin du gothique. Le néo-gothique fait une entrée discrète dans la nef construite pendant le Second Empire (1861). Le presbytère protestant, lui aussi, se place dans la continuité en affichant visiblement la date de 1586 !
Guerre des paysans (extraits de http://www.shpn.fr/page105/page105.html) : en 1525 éclate la grande révolte des Paysans ou Bauernkrieg, appelés aussi Rustauds, excités par des prédicants luthériens fanatiques. Les revendications sociales, certes justifiées, sont trop radicales. Mais interprétant à leur façon la Réforme luthérienne, les révoltés commettent d’abominables violences contre les églises et les couvents. Après le 24 avril, sans qu'on puisse en fixer exactement le jour, des paysans se rendirent dans les couvents de Herbitzheim (au sud de la ville) et de Notre-Dame-des-Traits (Graeimtal en Sarre), dont ils confisquèrent les biens mobiliers. Les insurgés occupent l’abbaye d’Herbitzheim qui devient un grand centre de rassemblement où 3 000 paysans lorrains rejoignent les révoltés alsaciens à Saverne. Après le massacre de 18 000 paysans à Saverne par les troupes du duc de Lorraine, le régime antérieur fut partout rétabli. Bien rares sont les lieux où l'on discerne une amélioration légère de la condition paysanne par l'abolition d'une redevance.
Ancien pont de Herbitzheim : c'était un pont ancien en grès construit au XIIIe siècle et composé de 16 arches. Il s'agissait du plus grand pont d'Alsace Bossue. Il fut partiellement détruit en 1940 puis complètement en 1965.
Le grand barrage de Herbitzheim : cet ouvrage se situe dans la Trouée de la Sarre, partie de la Ligne Maginot « aquatique » située entre Téting et Wittring (30 km) et reposant surtout sur un système de zones inondables. Pour inonder la vallée de la Sarre, on a construit sur cette rivière deux barrages, un à Herbitzheim et un autre à Wittring. Le choix du site du barrage de Herbitzheim profite des remblais du canal et du chemin de fer séparés à cet endroit par 120 m seulement. Ce barrage à poutrelles a pour principe de permettre l'écoulement des eaux en période de paix et de barrer la vallée en cas de conflit. Ce barrage fut construit de 1932 à 1935, le bief réalisé barre la vallée en amont de Herbitzheim sur une largeur de 1 200 m et contient 3 600 000 m3 d'eau. Un certain nombre d'ouvrages permettaient de surveiller et d'empêcher l'ennemi de franchir l'inondation par des moyens fluviaux. Ces ouvrages étaient occupés par les soldats du 51e RMIC (Régiment de mitrailleurs d'infanterie coloniale). La mise en œuvre des inondations fut confiée à une Compagnie spéciale de mise en oeuvre des inondations. Celle-ci, composée par des soldats frontaliers, avait pour mission de créer un obstacle sérieux en 24 h. Le barrage fut fermé dès septembre 1939. L'effectif de cette compagnie était de 25 hommes dont beaucoup originaires du village, sous le commandement du capitaine Gallerneau. Aucune attaque n'a été lancée directement sur le barrage, la garnison a suivi l'ordre de repli dans la nuit du 14 juin 1940. Le barrage a été détruit par les Allemands.
Menrichingen : l'ancienne localité disparue du nom de Menrichingen était située entre Sarralbe et Herbitzheim, faisait partie de l'avouerie d'Herbitzheim. Mentionnée en 1373 comme engagée aux seigneurs de Sarralbe et en 1460 au duc de Lorraine.
Anecdotes : - Hans, le Nachdwächder (http://leonibas.free.fr/histoire/herbitzheim.html)
- Famille Streiff Von Lauenstein : Histoire autour de la cloche de l'abbaye de Herbitzheim (http://lichtydiedendorf.unblog.fr/)

### Héraldique
| Blason de Herbitzheim | Blason  | De sable aux deux clefs d'argent passées en sautoir.                                                                                                  |
| Blason de Herbitzheim | Détails | Le blason d'Herbitzheim est celui de son abbaye. Les deux clefs symbolisent les deux patrons du monastère d'Herbitzheim : saint Jean et saint Pierre. |

## Politique et administration
| Période                                  | Période                   | Identité                                       | Étiquette | Qualité |
| ---------------------------------------- | ------------------------- | ---------------------------------------------- | --------- | ------- |
| mars 1989                                | En cours (au 31 mai 2020) | Michel Kuffler, Réélu pour le mandat 2020-2026 |           |         |
| Les données manquantes sont à compléter. |                           |                                                |           |         |

## Démographie
L'évolution du nombre d'habitants est connue à travers les recensements de la population effectués dans la commune depuis 1793. Pour les communes de moins de 10 000 habitants, une enquête de recensement portant sur toute la population est réalisée tous les cinq ans, les populations de référence des années intermédiaires étant quant à elles estimées par interpolation ou extrapolation. Pour la commune, le premier recensement exhaustif entrant dans le cadre du nouveau dispositif a été réalisé en 2005.

En 2022, la commune comptait 1 835 habitants, en évolution de −0,86 % par rapport à 2016 (Bas-Rhin : +3,17 %, France hors Mayotte : +2,11 %).
| 1793 | 1800  | 1806  | 1821  | 1831  | 1836  | 1841  | 1846  | 1851  |
| ---- | ----- | ----- | ----- | ----- | ----- | ----- | ----- | ----- |
| 912  | 1 029 | 1 161 | 1 462 | 1 810 | 1 803 | 1 895 | 1 771 | 1 706 |

| 1856  | 1861  | 1866  | 1871  | 1875  | 1880  | 1885  | 1890  | 1895  |
| ----- | ----- | ----- | ----- | ----- | ----- | ----- | ----- | ----- |
| 1 639 | 1 637 | 1 722 | 1 622 | 1 600 | 1 569 | 1 547 | 1 517 | 1 717 |

| 1900  | 1905  | 1910  | 1921  | 1926  | 1931  | 1936  | 1946  | 1954  |
| ----- | ----- | ----- | ----- | ----- | ----- | ----- | ----- | ----- |
| 1 641 | 1 619 | 1 644 | 1 607 | 1 626 | 1 593 | 1 618 | 1 550 | 1 622 |

| 1962  | 1968  | 1975  | 1982  | 1990  | 1999  | 2005  | 2006  | 2010  |
| ----- | ----- | ----- | ----- | ----- | ----- | ----- | ----- | ----- |
| 1 739 | 1 850 | 1 814 | 1 834 | 1 894 | 1 832 | 1 899 | 1 914 | 1 912 |

| 2015  | 2020  | 2022  | - | - | - | - | - | - |
| ----- | ----- | ----- | - | - | - | - | - | - |
| 1 849 | 1 840 | 1 835 | - | - | - | - | - | - |

## Culture locale et patrimoine

### Lieux et monuments

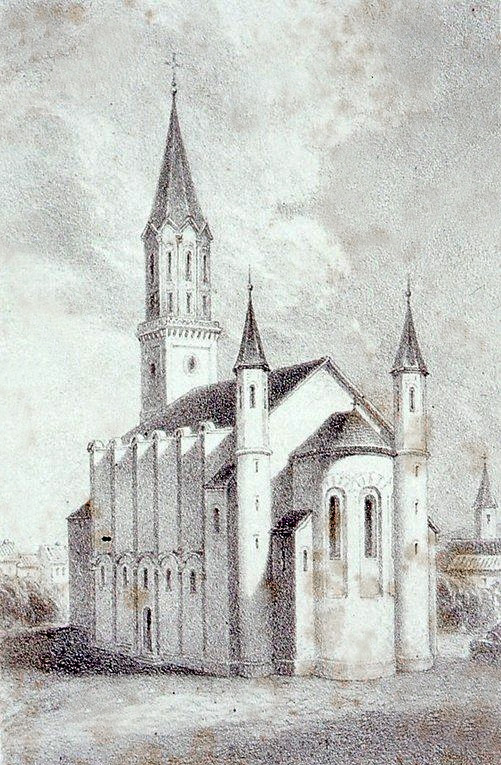
Église paroissiale de la Nativité-de-la-bienheureuse-Vierge-Marie.

- Ancienne abbaye : saint Pirmin fonde l'abbaye de Herbitzheim vers 740. Depuis le début du XIIIe siècle, l'abbaye d'Herbitzheim a le droit de patronage de la paroisse de Volmunster (Lorraine) jusqu'à sa suppression en 1554.
- Ancien pont détruit à la fin du XXe siècle.
- Ancienne chapelle dédiée à saint Michel.
- Vieux chêne de plus de trois siècles.
- Pistes cyclables (dans le village et au bord du canal des houillères).
- Fontaine à la sortie du village (Simmelsbrunnen).
- Étangs du Kissfeld.
- Église paroissiale de la Nativité-de-la-bienheureuse-Vierge-Marie.
- Gare de Herbitzheim, fermée depuis le 22 décembre 2018.
- Vestiges du grand barrage de la ligne Maginot aquatique sur la Sarre ainsi que de nombreux blockhaus de protection des inondations.
- Avant poste de la ligne Maginot en forêt.
- Tombe du capitaine Joseph Ress, hussard de Napoléon (1774-1851), au cimetière catholique et restaurée en 2017. (Bertrand Klein).
- Dans la même tombe se trouve la fille du capitaine Rees (1825-1894), qui par ses dons a fondé « l'Hôpital de Herbitzheim ». Il a fonctionné de la fin du XIXe siècle à 1970 environ (J. Cl. Schmitt dans : Un Hôpital à Herbitzheim).

### Personnalités liées à la commune
- Auguste Endrés (1838-1875) : aventurier, botaniste et orchidologue, il s'établit aux États-Unis et au Costa Rica où il réussit à classifier environ deux tiers des orchidées du pays connues actuellement.  Il décéda en Colombie.
- Albert Ehrhard (1862-1940) : prêtre historien de l'Église.
- Arsène Niederlender (1946-2012) : enseignant qui s'est illustré par sa fibre artistique (théâtre, carnaval, poésie) et son engagement associatif (pêche, chorale, ...).
- Abbé Muser : ancien curé du village.
- Thomas Voeckler : cycliste.
- David : joueur de foot
- Joseph Ress : hussard de Napoléon (1774-1851) et ancien maire de Herbitzheim.